# Lucien Pissarro
Lucien Pissarro (París, 20 de febrero de 1863 - Londres, 10 de julio de 1944) fue un pintor, grabador e impresor franco-británico perteneciente a los movimientos impresionista y neoimpresionista. Fue el hijo primogénito del pintor francés Camille Pissarro, uno de los líderes del movimiento impresionista. 

## Vida y obra

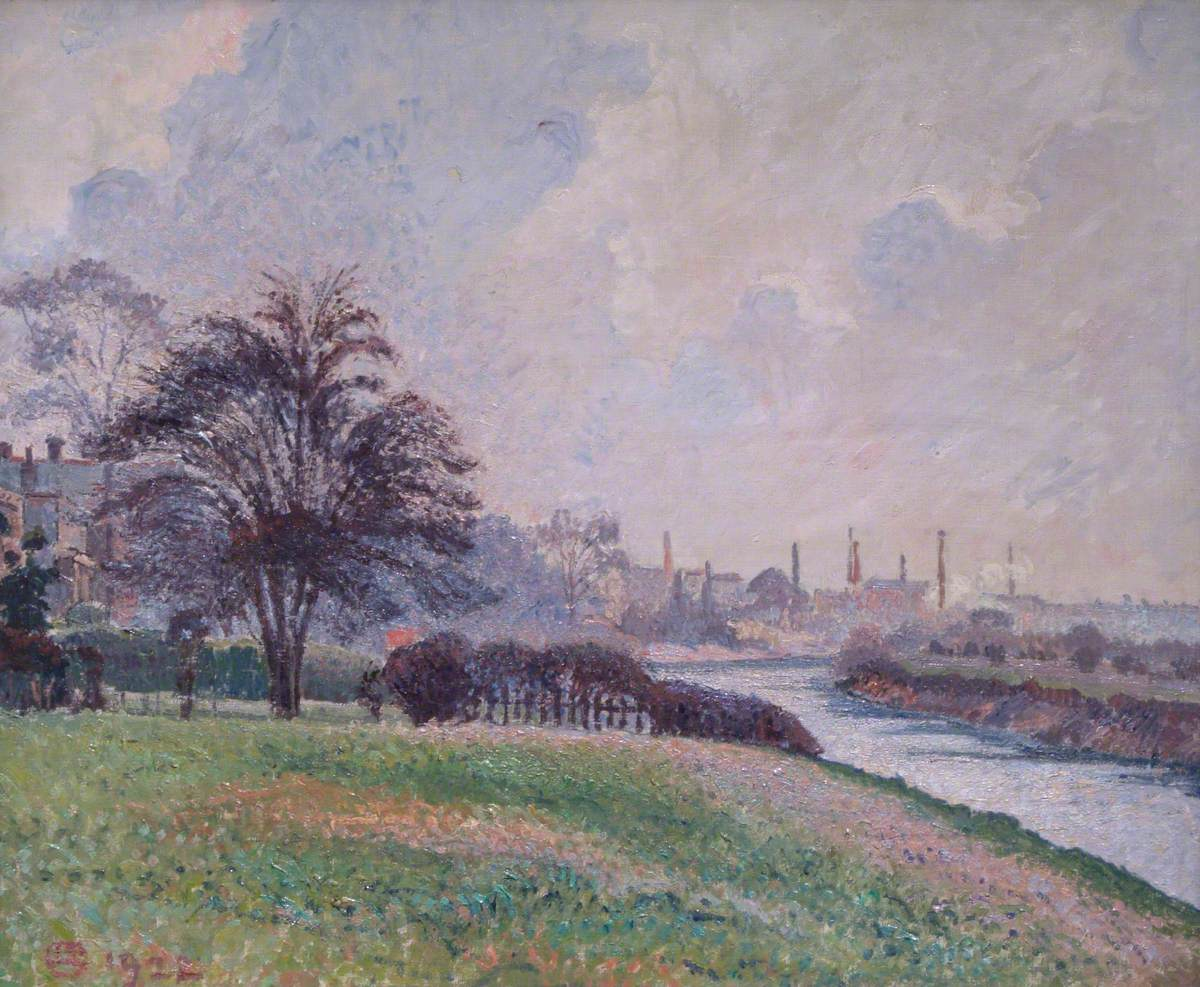
Chiswick Mall 1922 Lucien Pissarro

Lucien Pissarro fue iniciado en el arte de la pintura por su padre, Camille Pissarro, uno de los más destacados pintores impresionistas del momento, especializado en la pintura de paisajes. Con su padre, Lucien aprendió las técnicas de pintura al aire libre características del paisajismo impresionista. A los veinte años se traslada a Londres, estancia que supuso el inicio de una importante correspondencia con su padre que constituye una valiosa fuente de información sobre el impresionismo. En 1884 volvió a París, donde empezó a trabajar con el impresor Manzi, en cuyo taller se inició en el arte de la xilografía. En cuanto a la pintura, Pissarro es uno de los primeros pintores en adherirse a la estética del neoimpresionismo propugnada por Georges Seurat y Paul Signac. Se da a conocer mediante su participación en diversas exposiciones colectivas tales como la octava exposición impresionista, en 1886, en la cual también expusieron Seurat y Signac; el Salón de los Independientes, del mismo año y la exposición colectiva del grupo de Los XX en Bruselas en 1888. 
En 1890 se traslada definitivamente a Inglaterra, aunque no será hasta 1916 cuando adopte la ciudadanía británica. Allí siguió trabajando la pintura al aire libre y entró en contacto con los artistas británicos, en especial con los prerrafaelitas. En 1892 contrajo matrimonio con Esther Bensuan y al año siguiente el matrimonio se instaló en Epping, donde nació su hija Orovida, también destacada pintora y continuadora de la saga familiar de artistas. 
En 1884, Lucien y Esther fundaron Eragny Press, una editorial de libros artísticos que jugó un papel decisivo en la evolución de este tipo de publicaciones, inspirado en la experiencia de William Morris y su Kelmscott Press. En 1896 abandona el grupo de los Independientes y empieza a participar en diversas exposiciones colectivas de artistas británicos. En 1911 fue uno de los fundadores del Camden Town Group, un colectivo de artistas británicos de estilo posimpresionista. En 1913 realiza en Londres por primera vez una exposición individual de su obra. Murió en Londres en 1944.
Su legado se encuentra en el Museo Ashmolean de Oxford, en el archivo familiar organizado por Esther Pissarro y Orivida.